# Veszprém
Veszprém (AFI: [ˈvɛspreːm]) es una ciudad de Hungría situada en el oeste del país, cerca del lago Balaton, a una distancia de unos 110 km de Budapest. Cuenta con una población de casi 65 000 habitantes. Es también capital administrativa de la provincia de la que recibe su nombre.
En 997 tuvo lugar la batalla de Veszprém, en la que el gran príncipe Esteban I de Hungría venció a un pariente lejano pagano, Koppány, que había pretendido derrocarlo.